# Thermischer Durchbruch
Der Thermische Durchbruch ist einer der drei Durchbruchsmechanismen bei Halbleiterbauelementen. Der Halbleiter verliert seine charakteristische Eigenschaft, sperren zu können und wird leitfähig. Es lassen sich drei unterschiedliche Durchbruchmechanismen festhalten:
1. Lawinen-Durchbruch (Ursache: Stoßionisation),
2. Zener-Durchbruch (Ursache: Tunneleffekt),
3. Thermischer Durchbruch (Ursache: Erwärmung des Halbleiters).

Da Halbleiter endliche Bahnwiderstände haben, entsteht bei Stromfluss Verlustwärme, ein Effekt, welcher der Reibung ähnlich ist. Die zu große Erwärmung des Halbleiters führt zu einer Zerstörung desselben. Dieser Effekt ist folglich irreversibel.
Zwei Ursachen können große Verlustwärme bewirken:
- Im Flussbetrieb: zu große Ströme
- Im Sperrbetrieb: zu große Spannungen